# 佩吉城 (堪薩斯州)
佩吉城（英語：Page City）是位於美國堪薩斯州洛根縣的一個非建制地區。

## 地理
佩吉城所處的海拔為高於海平面986米（即3235英呎），而該地所採用的時區為UTC-6，即北美中部時區（CST）。同時該地設有夏令時間，為UTC-6調快一小時，即UTC-5（CDT）。